# Воробьи (Свердловская область)
Воробьи́ — упразднённая в 1976 году деревня Тарасковского сельсовета Невьянского района Свердловской области РСФСР СССР. Ныне урочище на землях Новоуральского городского округа Свердловской области России.

## География
Деревня Воробьи находилась в лесистой местности гор Среднего Урала, на берегу реки Казачий Шишим.
Ко времени упразднения деревня относилась к Тарасковскому сельсовету Невьянского района, который до 1994 года включал также земли нынешнего ЗАТО города Новоуральска. Город Новоуральск до 1994 назывался Свердловском-44 и находился под грифом секретности, не входя в административно-территориальное устройство Свердловской области.
Нынешнее урочище находится на западе ЗАТО города Новоуральска и соответствующего ему Новоуральского городского округа, приблизительно в 20 км от самого города.

## Население
Численность населения деревни Воробьи до 1976 года по годам:
| 1904 | 1908 |
| ---- | ---- |
| 395  | 396  |

## История
Деревня возникла не позднее XVIII века. После перехода в 1768 году Верхнетагильского, Верх-Нейвинского и Уткинского металлургических заводов в ведение Саввы Яковлева (Собакина), в Воробьёву деревню переселили крестьян из Верхнетагильского завода для содержания постоялого двора. С 1770-х годов Воробьи, как и окрестные деревни и заводы, входит в Верх-Нейвинскую дачу заводов.
Воробьи стояли по середине пути между Верхним Тагилом и деревней Трёки. По этой дороге готовую продукцию с Невьянского, Верх-Нейвинского, Верхнетагильского заводов вывозили на пристань на реке Чусовой. Позднее по данному пути вывозили руду с близлежайщего у Воробьёв рудника в Рудянку.
В деревне было обилие лошадей, постоялый двор. Жители занимались извозом, рудничными и куренными работами. Сельское хозяйство не являлось основным делом: сеяли овёс и заготавливали сено в основном на корм скоту или на продажу.
В 1878 году через Верх-Нейвинскую заводскую дачу прошла Уральская горнозаводская железная дорога, в связи с чем потребность в древесном угле и извозе снизилась.
До советской административно-территориальной реформы 1923—1924 годов деревня Воробьи входила в состав Верхне-Тагильской волости Екатеринбургского уезда, относящегося до 1919 года к Пермской, в 1919—1923 годах — к Екатеринбургской губернии.
В 1933 году в Воробьях был организован колхоз «Красный Урал», однако не все жители в него вступили: часть воробьёвцев уехала, другие жители работали за пределами Воробьёв. В деревне на то время насчитывалось 50-60 дворов. Пахотной земли в колхозе было мало, в основном выращивали овёс, рожь, ячмень, картошку. Однако наличие крупных пастбищ и сенокосов поспособствовало развитию животноводства.
В годы Великой Отечественной войны на фронт ушли 56 воробьёвцев. Из них не вернулись с поля боя 31 человек, 5 человек вернулись инвалидами и лишь 13 остались невредимыми.
30 декабря 1976 года решением Свердловского облисполкома № 1099 в связи с ликвидацией «неперспективных деревень» деревня Воробьи была упразднена. В 1981 году остатки домов снесли бульдозерами, а землю перепахали.